# Histoire de Genève
L’histoire de Genève se déroule sur une période de plus de deux mille ans. Mentionnée pour la première fois dans les Commentaires sur la Guerre des Gaules de Jules César, la cité est passée sous la domination romaine, puis des Burgondes et des Francs avant de devenir un évêché indépendant pendant le Moyen Âge. Avec l'arrivée de Jean Calvin, la ville adopte la Réforme protestante et devient un important centre de diffusion du calvinisme à l'échelle européenne. Son tissu économique se diversifie progressivement avec le développement des secteurs de l'horlogerie et de la banque. Il faut attendre la Révolution française pour que le régime aristocratique s'effondre après plusieurs tentatives de soulèvement. Après quinze ans sous la domination de la France napoléonienne, l'Ancien Régime est partiellement restauré. En 1846, la révolution fazyste transforme profondément Genève dans un contexte d'industrialisation. Le XXe siècle voit l'installation des jeunes organisations internationales et la cité acquiert alors une renommée internationale.

## Étymologie
L'étymologie de Genève (Genava sous le style latin de Jules César,) est identique à celle de la cité de Gênes en Italie et vient d'un terme ligure (peuplade du Nord de l'Italie) qui fait allusion à la proximité d'une nappe d'eau : le Léman lui-même ou les marais à la sortie du Rhône du lac. De plus, genusus désigne le fleuve en illyrien.

## Antiquité
La soumission romaine du pays des Allobroges (Vienne) a lieu en 121 av. J.-C. Genève devient alors un poste avancé au nord de la province de la Gaule transalpine qui prendra le nom de Gaule narbonnaise à partir du règne d'Auguste. L'aménagement d'un port intervient en 123-105 av. J.-C. La ville est alors constituée d'une modeste agglomération où les habitations sont bâties en bois et en torchis.
En 58 av. J.-C., César empêche le passage du Rhône, à la hauteur de ce qui deviendra Genève, par les Helvètes qui dans ce but « tentent soit de joindre des bateaux pour en faire un radeau (ratis) soit de passer à gué aux endroits les moins profonds ». Lorsqu'il s'installe provisoirement avec ses troupes, l'oppidum s'agrandit. Genève devient dès lors un « bourg » romain (vicus), qu'elle restera cependant longtemps, avant de passer au statut de « ville » (civitas), pas avant la fin du troisième siècle. En effet, Nyon (Colonia Iulia Equestris) puis Avenches (Aventicum) occupent une place plus importante dans le réseau urbain régional, et Genève dépend pour l'essentiel de Vienne, la capitale administrative de la région. Après un incendie au milieu du Ier siècle, l'urbanisme est modifié et les constructions en pierre remplacent les édifices en matériaux légers. Au Bas-Empire, une enceinte est élevée et enclôt une surface restreinte de 5 ha.
Les migrations alémaniques provoquent la destruction de l'ensemble bâti dans le dernier quart du IIIe siècle.
Le premier sanctuaire chrétien est établi aux environs de 350. À la fin du IVe siècle, le complexe est achevé : il est constitué d'une église de plus de trente mètres de long bordée par un portique d'accès vers le baptistère et son annexe. Dans la ville haute, l'église Saint-Germain représente au Ve siècle un second point de focalisation des premiers temps chrétiens. L'installation des Burgondes en 443 et le choix de Genève comme capitale renforcent le rôle politique de la ville. Le centre du royaume burgonde se déplaçant vers 467 à Lyon, Genève subit les guerres fratricides entre Godégisile et Gondebaud qui incendie la ville. Jusqu'à la fin du haut Moyen Âge, on observe une continuité d'occupation dont le meilleur exemple est le groupe épiscopal. Les limites de la cité se maintiennent à l'intérieur de l'enceinte du Bas-Empire mais les faubourgs proches des grands cimetières se développent. L'éboulement de la montagne du Tauredunum en 563 provoque un raz-de-marée qui détruit le port et fait de nombreux morts. Au début du Moyen Âge, le développement horizontal de l'époque romaine puis la réduction de l'espace urbain imposée par le système de fortification adopté est remplacé par une ville médiévale bâtie en hauteur.

## Moyen Âge
La structure du pouvoir entre l'arrivée des Burgondes et l'accord de Seyssel de 1124 fait l'objet de débats qui ne sont pas clos aujourd'hui. En face du roi burgonde, l'évêque possède l'autorité spirituelle et temporelle. Mais les querelles dynastiques affaiblissent la monarchie burgonde qui disparaît en 534 au profit des Francs. Genève devient alors le centre d'un pagus, le comté de Genève ou pagus Genevensis, qui dépend du roi régnant à Orléans ou du roi de Neustrie. Dès l'époque des Carolingiens, le diocèse de Genève est l'enjeu de luttes de pouvoir entre les souverains de la région et l'empereur. S'il exerce un certain nombre de droits régaliens comme celui de battre monnaie, l'évêque ne reçoit pas les droits comtaux dans l'une ou l'autre partie de son diocèse qui sont exercés par le comte de Genève qui possède un château au-dessus du Bourg-de-Four. Ce château a été construit par le comte Aymon Ier qui abusa la bienveillance de son demi-frère l'évêque Guy de Faucigny en devenant l'avoué de ce dernier. Le successeur de Guy de Faucigny, Humbert de Grammont, avec la bénédiction du pape de l'époque rencontre le comte Aymon Ier pour signer l'accord de Seyssel qui fait reconnaître l'évêque comme étant le supérieur du comte et en contrepartie, l'évêque laissera l'avouerie aux mains du comté de Genève.

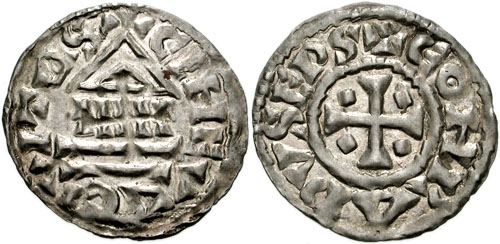
Denier en argent (XIe siècle)

Lorsque l'empire de Charlemagne se désagrège, Genève fait partie du second royaume de Bourgogne. En 1032, le dernier souverain meurt sans descendance et lègue ses possessions, dont Genève, au Saint-Empire romain germanique. Toutefois, le pouvoir impérial reste nominal, la réalité du pouvoir restant aux mains du seigneur local, le comte. Avec la réforme grégorienne à la fin du XIe siècle, commence une réaction contre les empiètements du seigneur sur les biens de l'Église. Soutenu par le pape, l'évêque Humbert de Grammont impose au comte Aymon Ier de Genève l'accord de Seyssel qui établit la souveraineté complète de l'évêque sur la cité. Par un diplôme de 1162, l'empereur Frédéric Barberousse établit définitivement l'indépendance de l'évêque désormais reconnu comme prince immédiat de l'Empire. Il peut alors étendre sa propriété sur trois châtelleries rurales ou mandements dont les principales sont Peney et Jussy.
Toutefois, le début du XIIIe siècle voit l'intervention d'un troisième pouvoir, celui de la maison de Savoie, qui prend possession du Pays de Vaud. Genève étant située au centre de leur nouveau domaine, les comtes de Savoie vont dès lors convoiter la riche cité pour en faire leur capitale. En 1263, les commerçants et artisans genevois se regroupent pour la première fois afin de lutter contre la puissance seigneuriale de l'évêque. Ce mouvement est favorisé par les foires qui apportent aux citoyens l'exemple des communes libres d'Italie et la prospérité qui leur permet d'imposer leurs volontés à l'évêque. Dès la fin du siècle, le comte s'appuie sur ce mouvement communal pour s'attaquer au pouvoir épiscopal. En 1285, les citoyens désignent dix procureurs ou syndics pour les représenter. La décision est annulée par l'évêque le 29 septembre mais, le 1er octobre, le comte Amédée VIII de Savoie leur accorde des lettres patentes garantissant la sécurité des marchands se rendant aux foires. Il s'empare ensuite du château gardant le Rhône et fait reconnaître sa nouvelle influence par un traité conclu à Asti (Italie) en 1290. En 1309, l'évêque Aymon de Quart est contraint de reconnaître l'existence légale de la commune à condition qu'elle n'empiète pas sur la juridiction épiscopale. En contrepartie, il impose aux habitants la construction d'une halle au Molard, désormais nécessaire à l'entreposage des marchandises destinées aux foires, et leur en assure le tiers des recettes. Dès lors, les citoyens, assemblés au début de chaque année au sein du Conseil général — sorte de Landsgemeinde —, élisent pour un an les quatre syndics de Genève. Par ailleurs, en 1387, l'évêque Adhémar Fabri doit confirmer les franchises progressivement accordées aux citoyens et à leurs syndics par une charte qui dominera pendant cent cinquante ans la vie politique genevoise. En 1401, après avoir conquis le Faucigny et le Pays de Gex, le comte de Savoie s'arroge l'héritage du dernier comte de Genève. Robert de Genève devient pape et les autres comtes n'ont pas de descendance. Même si les citoyens tentent de faire front avec l'évêque contre l'ennemi commun[réf. nécessaire], Amédée VIII de Savoie, élu antipape sous le nom de Félix V, obtient du pape Nicolas V le droit pour les princes de sa maison de nommer les évêques siégeant sur leur territoire. Le siège épiscopal genevois sera dès lors occupé par des Savoie ou des membres de familles vassales. Ce fut le résultat d'un demi-siècle de tentatives d'obtenir le siège épiscopal de Genève en passant par l'avancement de l'incapacité de l'évêque et du chapitre cathédrale à la demande d'une alliance avec le prince de Genève.
Les premières traces du mouvement communal (regroupement de marchand et de bourgeois) à Genève n'est pas clair, mais on retrouve en 1263 des documents évoquant le parti savoyard pris par la commune de Genève. Les comtes de Savoie assuraient la sécurité des routes menant à Genève pour que les marchands puissent se rendre sans crainte aux foires de Genève. L'évêque est bien sûr opposé à ce mouvement, mais en 1309 lors d'un arbitrage, il reconnaît l'existence de la commune en échange d'une taxe sur le stockage de marchandise dans la nouvelle halle construite selon l'initiative de la commune et le droit de se faire représenter par 4 syndics. C'est avec les Franchises de 1387 que la commune se verra confier une base solide par l'article 23 qui traite de l'élection des syndics. La population se regroupera sous la forme d'un conseil général qui se réunira 2 fois par an (élection des syndics et fixation du prix du vin).
Engagée par son évêque aux côtés du duc de Bourgogne dans la guerre de Bourgogne, Genève est menacée un temps par les Suisses après leur victoire et condamnée en 1475 à payer une amende importante. Après l'Expédition de la Folle Vie, l'évêque Jean-Louis de Savoie se tourne alors vers les vainqueurs et conclut, le 14 novembre 1477, avec les villes de Berne et Fribourg, un traité de combourgeoisie à titre viager et qui s'éteint donc avec sa mort en 1482. Il s'agit alors du premier acte officiel entre Genève — perçu par les Suisses comme une position stratégique — et les cantons suisses. Face aux velléités d'annexion des Savoyards, plusieurs personnalités genevoises contestent l'attitude collaborationniste de la commune et craignent le régime monarchique. Parmi ceux-ci figurent Besançon Hugues ou Philibert Berthelier qui appartiennent à la classe moyenne des marchands. En 1519, c'est la communauté des citoyens qui signe avec Fribourg un traité de combourgeoisie mais le duc Charles III de Savoie contraint les Genevois à renoncer, lors d'un arbitrage, à cette alliance dirigée contre lui alors que l'évêque Jean de Savoie fait exécuter Berthelier le 23 août devant le château de l'Île sur la place qui porte dorénavant son nom. Dès lors s'opposeront les Eidguenots, partisans du rattachement à la Confédération suisse, et ceux qu'ils désignent comme les « Mammelus », c'est-à-dire les partisans du rattachement à la Savoie. Le 10 décembre 1525, les Mammelus font reconnaître par le Conseil général le protectorat savoyard sur Genève. Lors de cette célèbre séance du conseil général, mieux connue comme le conseil des Hallebardes. Pourtant, les Eidguenots parviennent en quelques semaines à conclure un traité d'assistance mutuelle, signé en 1526 avec Fribourg et Berne, qui annonce la fin du pouvoir de l'évêque et l'émergence d'une seigneurie autonome. Il est approuvé par le Conseil général le 25 février. Une assemblée choisie par les syndics, le Conseil des Deux-Cents, est ensuite créée et prend en charge une partie des prérogatives du Conseil général. Ce conseil des 200 comporte environ 320 membres, mais ce terme était utilisé dans les cantons de Fribourg et Berne et a été mis en place pour obtenir l'avis de la population sur la combourgeoisie.
Sur le plan économique, le XIIIe siècle voit l'apparition des foires qui attirent un nombre grandissant de négociants de provenances de plus en plus éloignées. Les marchands italiens notamment contribuent à la renommée de Genève. Atteignant leur plein essor au milieu du XVe siècle, les foires de Genève sont alors l'un des principaux lieux d'échanges de marchandises européens, la part de produits locaux restant toutefois très modeste. C'est à cette époque également que la ville devient une place bancaire importante, avec l'ouverture par les banquiers Médicis de Florence d'une succursale en 1424. Cette prospérité économique conduit à une forte croissance démographique, qui fait de Genève la principale ville de la région jusqu'au milieu du XIXe siècle, avec l'extension des faubourgs de Plainpalais et Saint-Gervais. Elle attire des Savoyards et des Bourguignons mais aussi des Italiens et un petit nombre de juifs qui, en 1428 sont relégués dans un ghetto, le cancel, avant d'être expulsés de la ville en 1490. Mais la période d'expansion prend fin en 1462, lorsque le roi Louis XI de France interdit aux marchands français de fréquenter les foires genevoises afin de favoriser Lyon. Le trafic diminue alors sensiblement, phénomène favorisé par le départ des Italiens pour Lyon.
Sur le plan urbanistique, les villes européennes recommencent à s'étendre dès le XIe siècle par la formation de faubourgs à l'extérieur des fortifications antiques, généralement autour d'un marché. À Genève, c'est le cas du Bourg-de-Four où convergent les axes en provenance de Lyon, de l'Italie et de la Suisse via le pont de l'Île. Au XIIe siècle, un nouveau système de fortifications englobe les faubourgs de même que la campagne avoisinante, triplant ainsi la surface de la cité qui ne bougera plus jusqu'au milieu du XIXe siècle. Cet essor s'accompagne de la formation de paroisses, comme à Saint-Victor ou Saint-Jean, et la construction de la cathédrale Saint-Pierre qui dure jusque vers 1250. Au XIVe siècle, le rivage du lac est repoussé des rues Basses à l'actuelle rue du Rhône, permettant ainsi l'extension de la ville et l'aménagement des places de la Fusterie, du Molard et de Longemalle qui s'ouvrent chacune sur un port.

## Réforme
Dès 1526, des marchands allemands propagent à Genève les idées de la réforme luthérienne parmi les commerçants genevois ; ce courant se répand dans la population sous l'influence de prédicateurs comme Guillaume Farel.
Le 1er janvier 1533, un sermon public a lieu sur la place du Molard. Le 22 août, l'évêque Pierre de La Baume quitte Genève et transfère à Gex la cour épiscopale.
Le 10 août 1535, la messe est suspendue et, le 26 novembre, le Conseil des Deux-Cents s'attribue le droit de battre monnaie à sa place — marquant ainsi sa souveraineté — alors que la ville est à nouveau menacée par la Savoie. Notons que cela s'est fait dans l'idée de renflouer les caisses, mais cet acte était contraire aux Franchises. Berne, nouvel allié puissant car passé à la Réforme au contraire de Fribourg, intervient et conquiert de nouveaux territoires (Pays de Vaud, Pays de Gex, Chablais, etc.).
La Réforme est définitivement adoptée le 21 mai 1536 en même temps que l'obligation pour chacun d'envoyer ses enfants à l'école. Genève adoptant la réforme protestante, Fribourg quitte la combourgeoisie. La même année, Genève renouvelle le traité de combourgeoisie avec Berne. Elle signera plus tard avec Zurich, en 1584. Genève devient dès lors le centre du calvinisme et se trouve parfois surnommée la « Rome protestante ». Cette conversion est souvent expliquée par la conjonction entre des motifs religieux et les attaques répétées des princes de Savoie catholiques soutenus par l'évêque.

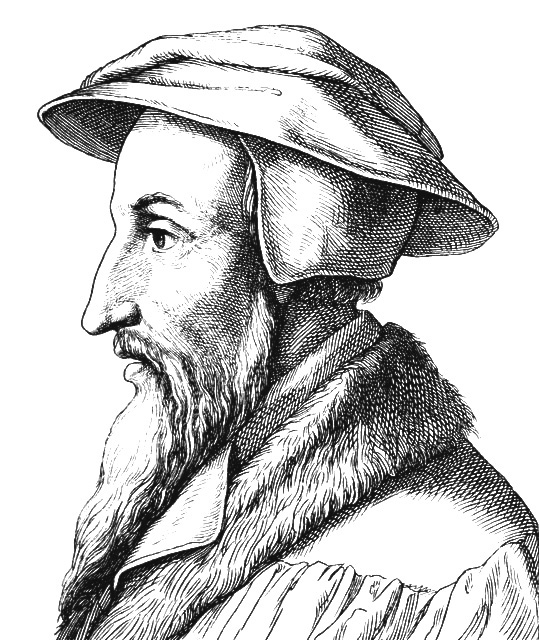
Jean Calvin

Arrivé à Genève en juillet 1536, Jean Calvin est retenu par Farel pour mettre en place les institutions permettant à la ville de vivre selon la nouvelle religion. Les deux hommes seront expulsés de Genève deux ans plus tard pour cause d'intransigeance excessive. Calvin ira à Strasbourg, où il restera trois ans avant de revenir en septembre 1541 grâce à ses partisans qui se sont mobilisés pour obtenir son retour. Il aura une influence immense, en tant que président de la Compagnie des pasteurs, sur tous les aspects de la vie genevoise. Malgré cette influence, il ne dirigera jamais le gouvernement ni l'Église de Genève. La république proclamée sous le nom de « seigneurie de Genève », il en rédige les Ordonnances ecclésiastiques en 1541 puis les Édits civils en 1543 qui serviront de constitution à la nouvelle république. La ville hérite des droits régaliens et du pouvoir seigneurial de l'évêque sur les habitants de la plupart de ses possessions rurales. Elle récupère également certaines terres des environs qui dépendaient de l'évêque et ses magistrats étendent leurs prérogatives sur tout son territoire (ville, franchises et mandements). À l'intérieur de la cité, les bourgeois et citoyens jouissent de privilèges et exemptions de taxes spécifiques. Toutefois, des oppositions commencent à se faire jour chez les notables quant à l'équilibre des pouvoirs recherché par Calvin ou à la répression stricte du luxe par le Consistoire. Fin octobre 1553, Michel Servet est brûlé vif à Champel pour avoir nié la Trinité. En 1555, une émeute fomentée contre Calvin est matée et certains des contestataires exécutés.
En 1568, Germain Colladon est le principal auteur des édits qui mettent à jour les ordonnances sur les offices de 1543, régissant l'organisation politique genevoise, et surtout les Édits civils qui fixent pour plus de deux siècles les règles de procédure et de droit privé à Genève dans une synthèse du droit genevois, du droit romain et des coutumes du Berry. Les institutions politiques comprennent le Conseil général, où siègent les membres de la bourgeoisie de Genève, le Conseil des Deux-Cents, le Conseil des Soixante et, pour les affaires religieuses, le Consistoire.

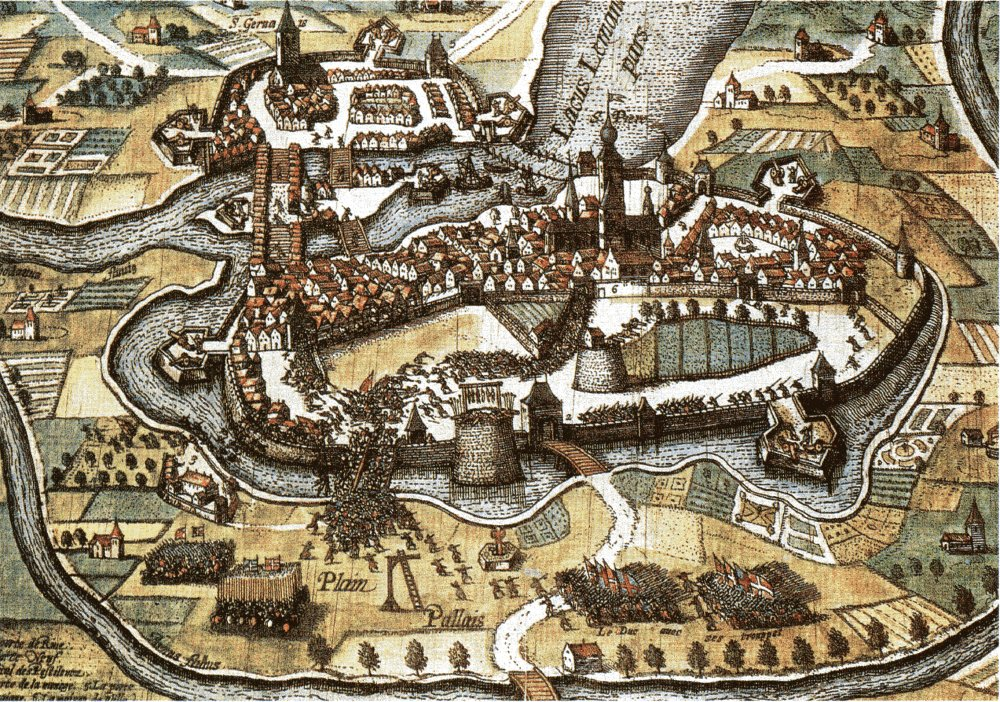
Bataille de l'Escalade (11-12 décembre 1602).

Dès son avènement en 1580, les attaques du duc Charles-Emmanuel Ier de Savoie se multiplient. Genève étend alors son alliance avec Soleure, Zurich et la France.
En avril 1589, les Genevois et leurs alliés tentent de faire reculer les Savoyards qui parviennent à maintenir leur position.
Du 6 au 8 octobre 1600, lors de la guerre franco-savoyarde, Henri IV, alors à Annecy, reçoit la noblesse genevoise avec laquelle il partage un repas dans la grande salle du château et leur promettant de prendre le fort Sainte-Catherine situé près de Viry, afin de les préserver de toute agression savoyarde.
Le 11 décembre 1602, la nouvelle attaque nocturne des Savoyards, défaite restée dans l'histoire sous le nom d'« Escalade », contraint le duc à accepter une paix durable scellée par le traité de Saint-Julien du 12 juillet 1603 qui reconnaît l'indépendance de la cité. Les négociations sont placées sous la médiation des cantons protestants de Soleure, Bâle, Schaffhouse, Glaris et Appenzell qui financeront le renforcement des fortifications. Il faut cependant attendre les traités de Westphalie de 1648 pour que la république de Genève gagne sa pleine indépendance, en s'émancipant du Saint-Empire romain germanique. 

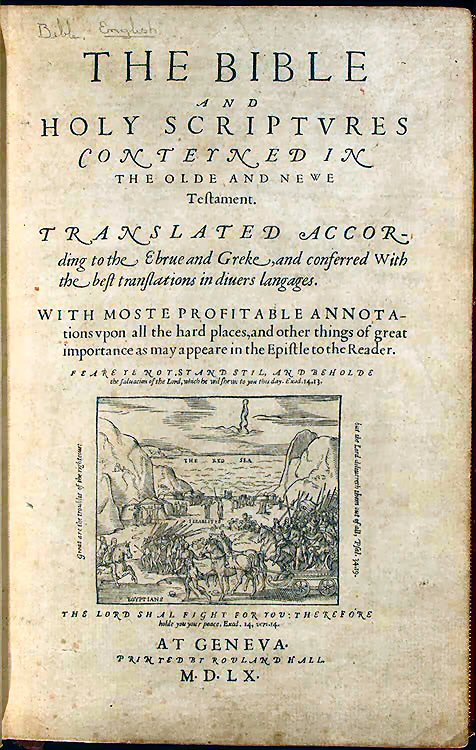
Édition de la Bible de Genève.

Sur le plan économique, de nombreux protestants italiens mais surtout français doublent la population durant les années 1550 et donnent un nouveau dynamisme à la ville.
Deux nouvelles vagues de réfugiés français coïncident avec le massacre de la Saint-Barthélemy et, un siècle plus tard, avec la révocation de l'édit de Nantes en 1685. Ce dernier afflux, temporaire, renforce les mécontentements qui se traduisent par une pétition contre la présence française en 1696. Les nouveaux venus, hommes d'affaires, banquiers ou artisans, apportent pourtant de l'argent et des relations avec les milieux d'affaires étrangers et développent le rôle de relais commercial de Genève.
Les activités manufacturières implantées par leurs soins — soierie dont les maîtres sont Italiens, dorure et horlogerie après la disparition de la soierie au milieu du XVe siècle — se développent pour la première fois à l'exportation grâce au soutien que leur accordent les autorités municipales. Toutefois, dans un souci de réglementation et de contrôle, le gouvernement participe à la création des maîtrises, détentrices de monopoles de fabrication. L'imprimerie apparue en 1478 développe rapidement ses activités, dans le but de propager la foi réformée, avant de constituer la première corporation genevoise en 1560. En conséquence, la pression démographique est forte à l'intérieur de la cité et l'espace restreint. À la fin du XVIe siècle, la population de Genève ne dépasse toutefois pas 14 000 habitants mais l'abolition des fêtes de la Vierge Marie et des saints ainsi que le changement des horaires de travail journalier de 12 à 14 heures accroissent la productivité de Genève par rapport à ses voisines catholiques. Par ailleurs, la ville rase ses faubourgs dès 1531, ce qui diminue considérablement l'espace disponible, et construit par étapes un système de bastions qui intègre Saint-Gervais sur la rive droite. Aux trois portes de la cité qui se ferment chaque soir, hommes, bêtes et marchandises font l'objet d'un contrôle.
Sur le plan culturel, Genève bénéficie d'un rayonnement nouveau. Le collège et l'université de Genève sont fondés en 1559 à l'initiative de Calvin et son premier recteur en est son successeur Théodore de Bèze. Alors que l'Angleterre est dirigée par la reine catholique Marie Tudor, qui persécute les protestants, un certain nombre d'intellectuels se réfugient à Genève dont William Whittingham qui supervise la traduction de la Bible de Genève en collaboration avec Miles Coverdale, Christopher Goodman (en), Anthony Gilby (en), Thomas Sampson (en) et William Cole (en). Par ailleurs, l'alphabétisation des Genevois demeure supérieure à celle de leurs voisins catholiques. L'avènement du siècle des Lumières se traduit par une ouverture idéologique attestée par les travaux de Jean-Robert Chouet, Jean-Alphonse Turretin ou Jean-Antoine Gautier.

## XVIIIesiècle

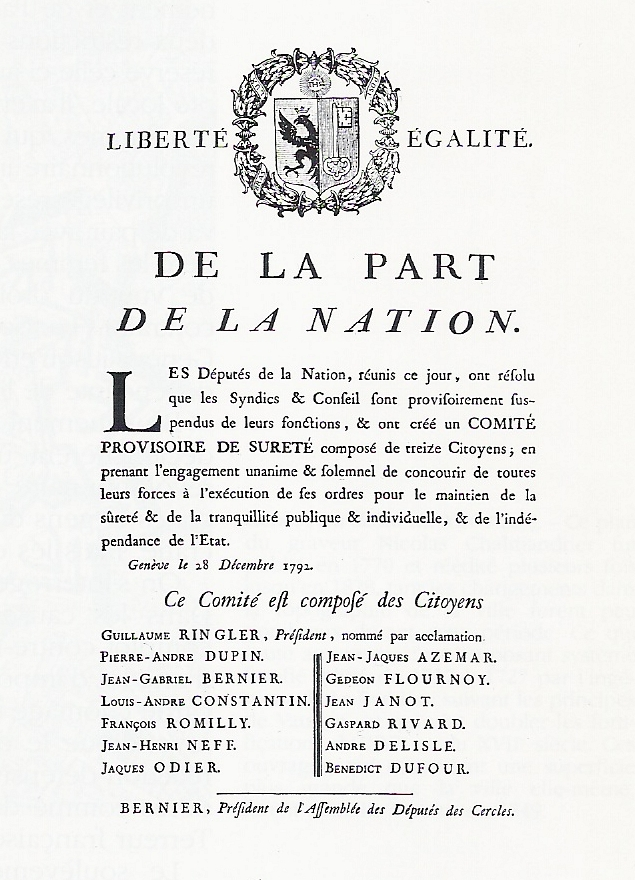
Proclamation du 28 décembre 1792.

Le siècle, économiquement et culturellement florissant, est secoué par des troubles politiques que les contemporains appellent les « révolutions de Genève ». En effet, le système politique en place repose sur la distinction entre deux groupes : ceux qui bénéficient des droits politiques et civils — patriciens, citoyens et bourgeois, qui occupent presque tous des professions lucratives et monopolisent l'essentiel de la fortune genevoise — mais restent minoritaires (27 % de la population en 1781), et ceux qui n'ont pas de droits politiques et seulement certains droits civils (natifs, habitants et sujets). C'est toutefois à l'intérieur du groupe formé par les patriciens, les citoyens et les bourgeois que la lutte finit par éclater. Car l'aristocratie patricienne a peu à peu accaparé l'autorité politique, en utilisant notamment les possibilités qu'offre le recrutement par cooptation du Petit Conseil et du Conseil des Deux-Cents depuis la guerre de 1589, et monopolise le pouvoir sans demander l'avis du Conseil général qui rassemble tous les citoyens et les bourgeois.

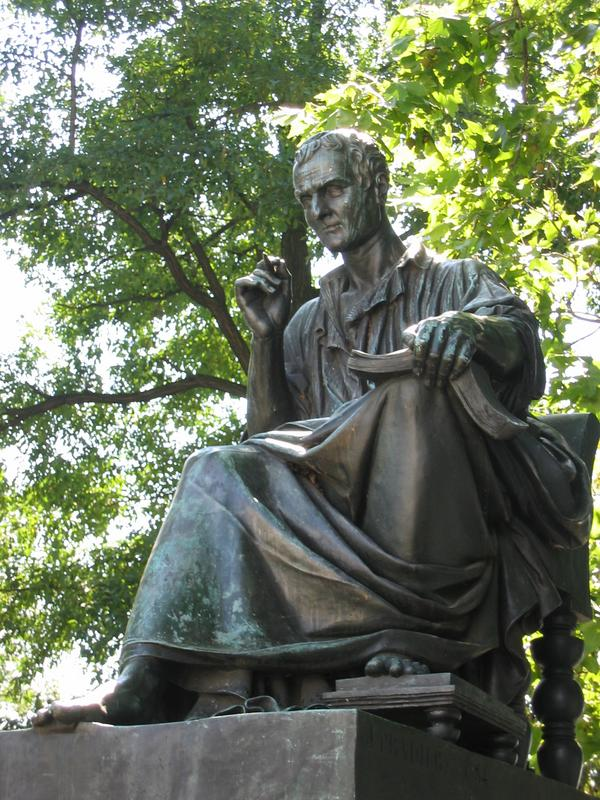
Statue de Jean-Jacques Rousseau.

En 1707, un mouvement de révolte éclate en raison d'un mécontentement d'ordre économique. En effet, l'aristocratie patricienne abuse de son pouvoir et le met au service de ses intérêts économiques, ce qui entraîne des préjudices pour la classe moyenne. De plus, les capitalistes genevois investissent peu dans l'industrie locale, préférant les placements à l'étranger. La révolte a pour leader un membre de l'aristocratie patricienne, l'avocat Pierre Fatio, qui fixe un programme aux aspirations confuses. Le soulèvement échoue à l'arrivée de troupes bernoises et zurichoises, alliées des patriciens genevois, et Fatio est fusillé secrètement en prison. En 1737 survient une révolte des milices bourgeoises qui provoque onze morts. Vaincu, le gouvernement patricien alerte la monarchie française qui intervient par un arbitrage satisfaisant pour les citoyens. Ce Règlement de la Médiation, accepté par le Conseil général en 1738, servira pendant trente ans de constitution : il accorde davantage de droits économiques aux natifs et oblige à passer par le Conseil général pour toute nouvelle loi ou tout nouveau projet d'impôt. 
Après les traités de 1749 et 1754 signés avec la France et la Savoie (devenue royaume de Sardaigne), Genève devient maîtresse de son territoire rural même si celui-ci reste enclavé parmi les possessions françaises et sardes. Pourtant, démentant le certificat de tolérance décerné par l'Encyclopédie de Diderot et d'Alembert, le Petit Conseil condamne en 1762 deux ouvrages de Rousseau — Émile ou De l'éducation et Du Contrat social — à être brûlés devant l'Hôtel-de-Ville parce que « tendant à détruire la religion chrétienne et tous les gouvernements ». En réaction, des citoyens protestent en présentant au gouvernement des pétitions. Comme celles-ci sont désignées sous le nom de « représentations » on appelle alors les pétitionnaires du nom de « Représentants ». Ces derniers obtiennent quelques concessions de la part des patriciens. Les natifs n'ayant eux presque rien obtenu lors de ces événements, ils forment une troisième force qui exprime publiquement son mécontentement. 
En 1770, les chefs des Représentants, influencés par Rousseau, s'allient brièvement au gouvernement patricien pour faire réprimer un possible complot des natifs, bien qu'ils tiennent l'égalité pour un principe sacré d'où il découle que les natifs devraient être assimilés aux citoyens. De nombreux natifs fuient alors Genève et certains se réfugient à Ferney sur les terres de leur protecteur, Voltaire. En février 1781, les bourgeois et les natifs finissent cependant par s'allier et par prendre le contrôle de la ville par la force. Ils votent alors une loi octroyant l'égalité civile et politique aux natifs, aux habitants et aux sujets de la campagne. C'est la  Révolution genevoise de 1782.
Mais l'aristocratie patricienne appelle Louis XVI à l'aide : trois armées coalisées — française, sarde et bernoise — assiègent Genève qui capitule le 2 juillet 1782. Les patriciens retrouvent le pouvoir, les cercles, sorte de clubs politiques, sont dissous et la liberté de la presse supprimée. Un millier de Représentants s'exilent vers Paris — où leurs idées participeront à la Révolution française —, Bruxelles ou Constance. 
Durant cette même période, la France et la Sardaigne fondent les villes de Versoix et Carouge pour tenter de concurrencer Genève. La fin de la haute conjoncture économique entre 1785 et 1789, conséquence de la crise générale qui marque la période précédant la Révolution française, frappe la population par une hausse des prix mais aussi les petits patrons. Le 26 janvier 1789, le gouvernement genevois augmente le prix du pain à la suite d'une mauvaise récolte. Cette décision déclenche une émeute à Saint-Gervais qui conduit, en réaction, à l'annulation de la hausse et à la libéralisation progressive de la constitution. Après la Révolution française, l'encerclement de Genève par les révolutionnaires a pour résultat, en décembre 1792, un mouvement qui abat le gouvernement de l'Ancien Régime le 28 décembre et proclame l'égalité politique de toutes les catégories de la population. En 1793, l'Ancien Régime prend fin à Genève : une constitution, rédigée par une assemblée nationale et votée par les citoyens le 5 février 1794, institue un contrôle étendu de la part des citoyens sur les actes du gouvernement et de l'administration. Cependant, elle réserve la citoyenneté aux seuls hommes protestants. En juillet, des clubs extrémistes composés d'artisans et de petits commerçants, redoutant un complot contre-révolutionnaire et le rejet d'une loi qui doit créer un impôt destiné à financer les occasions de travail, lancent une insurrection. Un tribunal révolutionnaire est constitué et condamne à mort 37 personnes — aristocrates mais aussi gens du peuple soupçonnés de pactiser avec l'aristocratie — mais seules onze d'entre elles sont exécutées.

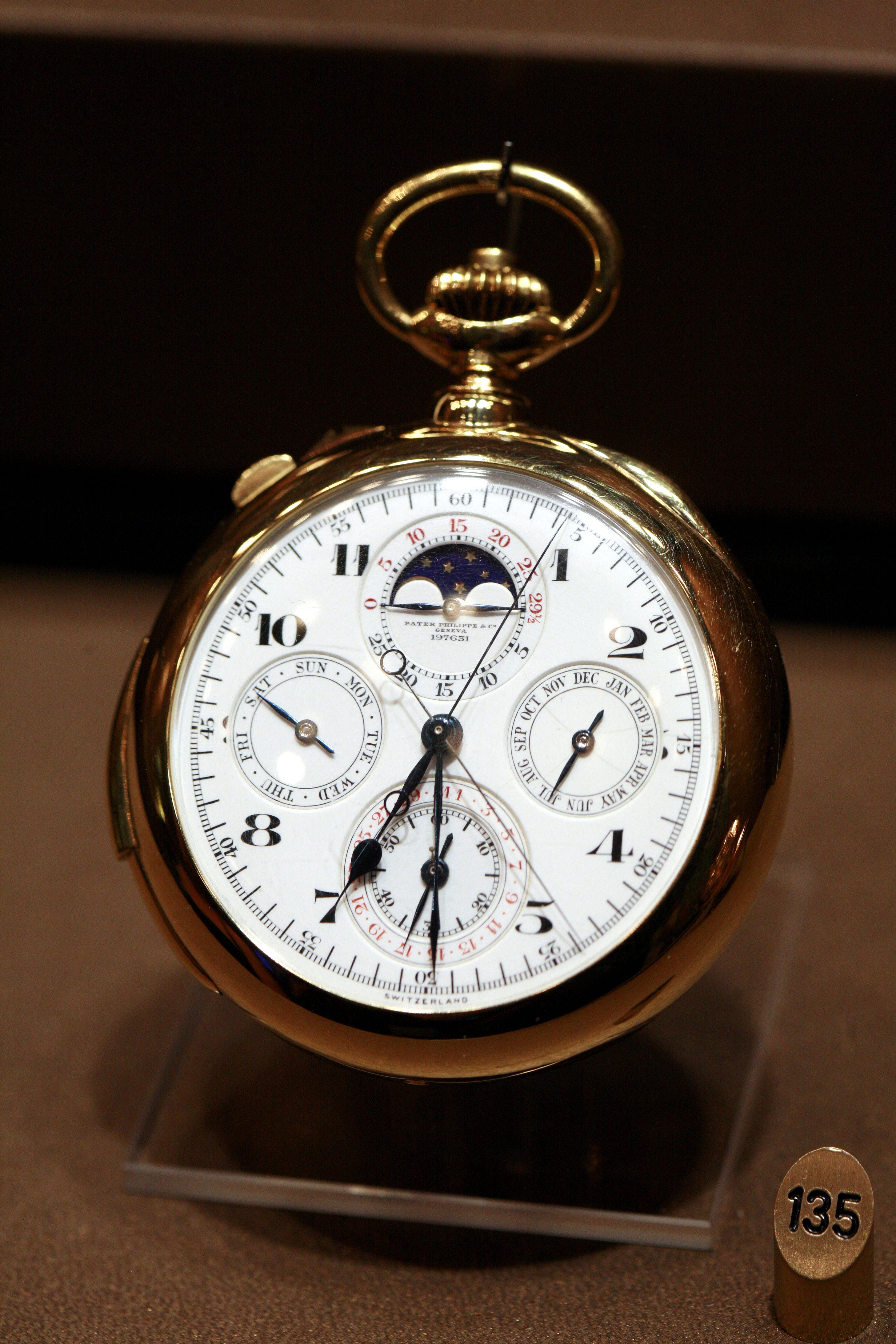
Montre de la firme Patek Philippe.

Dans la deuxième moitié du siècle, la population genevoise croît grâce à un afflux d'immigrés — principalement français puis vaudois qui travaillent dans les professions délaissées par les Genevois — pour atteindre 27 000 habitants en 1790. La mortalité infantile connaît également un recul majeur en passant de 550 pour mille dans les années 1660 à 325 pour mille un siècle plus tard.
Le XVIIIe siècle est un siècle de grande prospérité et la ville devient un centre scientifique où l'imprimerie bénéficie d'une assez grande liberté. L'économie genevoise est dominée — 32 % des actifs — par le secteur de l'horlogerie et ses métiers annexes regroupés sous le nom de « Fabrique », réseau de petits ateliers artisanaux situés à l'étage supérieur des bâtiments. Toutefois, seuls les maîtres marchands ont la capacité d'exporter la production genevoise. Par ailleurs, le tissu économique voit se développer une industrie des indiennes — caractérisée par de grandes manufactures — dans le premier tiers du siècle pour devenir le second secteur en termes d'importance. Liées au développement du commerce international et aux besoins d'argent pour les guerres de Louis XIV, les activités bancaires deviennent l'un des pivots de l'économie genevoise à partir de 1700. Des banquiers en relation avec Paris, Lyon, Amsterdam et Londres travaillent dans le crédit à long terme (rentes) et posent les jalons des futures banques privées de gestion de fortune. À la fin du siècle, la banque genevoise finance ainsi la monarchie française. Néanmoins, la Révolution française entraîne l'effondrement de plusieurs maisons prestigieuses. Cela n'empêche pas un tiers des ménages genevois de bénéficier des services d'au moins un serviteur.
Au niveau urbanistique, le secteur du bâtiment se porte bien et la ville se pare de nouvelles constructions comme l'actuel palais de justice à Saint-Antoine, le temple de la Fusterie de même qu'un nouveau système fortifié. Par ailleurs, la distribution d'eau potable à partir du Rhône se perfectionne, pour atteindre les quartiers les plus élevés, de même que l'éclairage public.

## XIXesiècle
Le 15 avril 1798, le traité de réunion intègre Genève au territoire de la République française. Fin août, après avoir renoncé à sa souveraineté et à ses alliances, Genève est choisie comme préfecture et chef-lieu du département du Léman. La ville est pour la première fois considérée comme une entité administrative distincte de son territoire : une administration municipale est chargée des affaires locales tandis que les communes situées en dehors des fortifications relèvent d'une administration distincte. Genève devient alors une ville française parmi d'autres et ses habitants font l'expérience du centralisme napoléonien. En exécution de la loi du 17 février 1800, la ville est désormais administrée par un maire, deux adjoints et un conseil municipal. Parmi les nouveautés apportées par le régime français figurent le Code civil qui place Genève sous un régime totalement nouveau, notamment en ce qui concerne la séparation du civil et du religieux. Mais la défaite de l'armée napoléonienne lui rend son indépendance. 

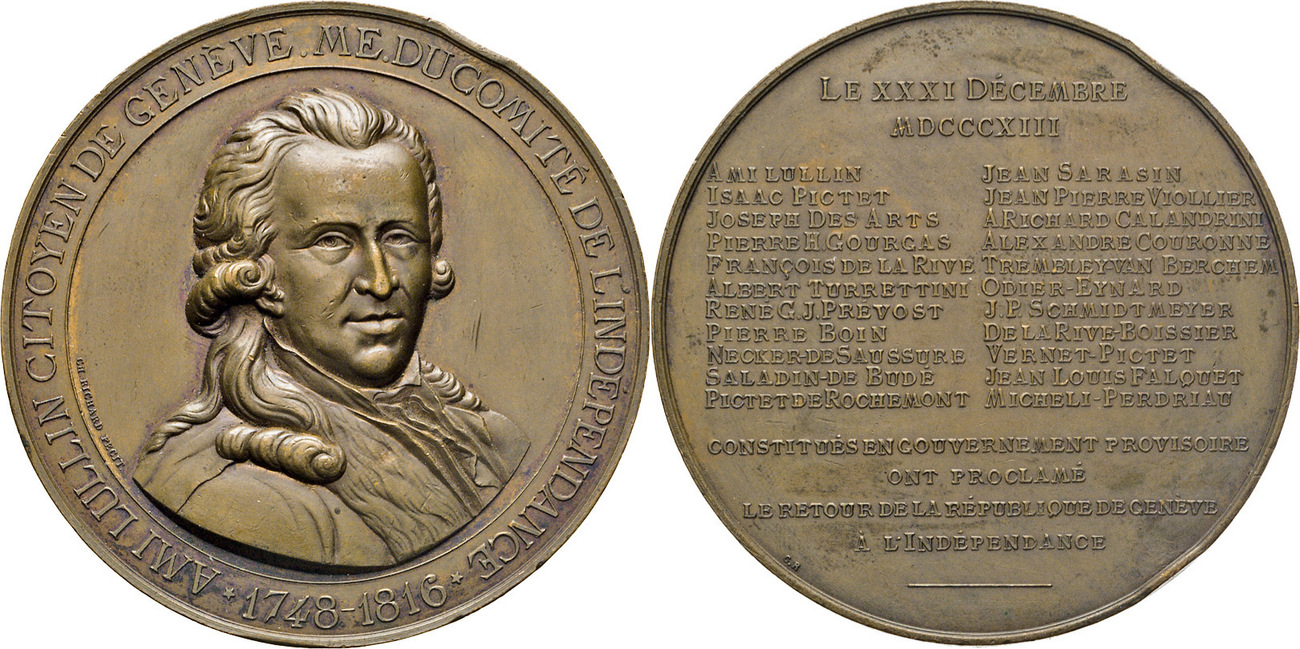
Médaille: Un buste d'Ami Lullin à l'avers est le revers liste les membres du gouvernement provisoire.

 Fin 1813, des troupes commandées par le général autrichien Ferdinand von Bubna und Littitz sont chargées de traverser la Suisse et d'occuper Genève. Le 30 décembre, la garnison française quitte la ville et Bubna y fait son entrée. Le lendemain, après le retrait définitif du préfet, un gouvernement réactionnaire dirigé par l'ancien syndic Ami Lullin proclame la restauration de la république de l'Ancien Régime. Cependant, les magistrats sont conscients que Genève ne peut plus former un État isolé et se tournent vers les anciens alliés suisses en demandant l'entrée de la république dans la Confédération suisse. Malgré la crainte des catholiques suisses face à la « Rome protestante » et aux troubles qu'elle a connus au XVIIIe siècle, une délégation militaire des cantons de Soleure et Fribourg est reçue au Port-Noir, sur la rive gauche genevoise du Léman le 1er juin 1814, et le rattachement à la Confédération est effectif le 19 mai 1815. Auparavant, avait été obtenu le désenclavement du canton — annexion de communes savoisiennes négociée par Charles Pictet de Rochemont — et la rédaction d'une constitution conservatrice marquée par le retour du suffrage censitaire et approuvée en août 1814. Sous la direction de l'ingénieur cantonal, Guillaume-Henri Dufour, la ville se modernise. Toutefois, le gouvernement suscite divers groupes de mécontents (catholiques, commerçants, ouvriers et libéraux).
L’intégration des habitants des communes réunies en 1815-1816, se heurte aux différences de religion et d’expérience politique. La représentation des catholiques dans les autorités cantonales est restée longtemps bien inférieure à leur nombre réel. Cette population rurale, dont la grande majorité était de confession catholique, a été rattachée à Genève et à la Suisse sans avoir été consultée. Des « Lois éventuelles » ont garanti une présence majoritairement protestante au législatif et à l’exécutif. En 1835, les catholiques étaient 16 sur un total de 278 députés, ils ne forment que le tiers du corps électoral en 1860.

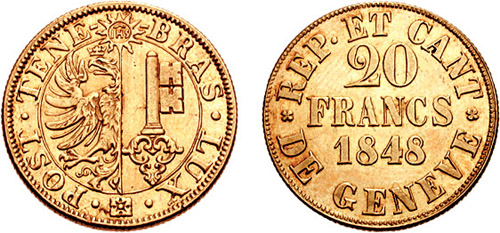
Pièce de 20 francs genevois, en cours avant l'instauration du franc suisse le 7 mai 1850,.

En 1833 et 1834, les grèves des tailleurs et des serruriers sont parmi les premières grèves du XIXe siècle en Suisse. Une émeute qui se déroule en novembre 1841 pousse un mouvement révolutionnaire, baptisé l’Association du Trois-Mars, à réclamer une refonte du gouvernement. L'association obtiendra l'élection d'une assemblée constituante. La constitution de 1842 adopte le suffrage universel masculin, une première depuis les années 1790, et dote la ville de Genève d'institutions municipales propres. Toutefois, la guerre du Sonderbund finit par entraîner la chute du régime. Le 3 octobre 1846, les autorités refusent de recommander aux membres genevois de la Diète fédérale de voter la dissolution du Sonderbund. Le quartier ouvrier de Saint-Gervais se soulève en conséquence, deux jours après, et repousse les troupes gouvernementales. C'est le déclenchement d'une révolution de gauche menée par le Parti radical de James Fazy qui renverse le gouvernement et établit une nouvelle constitution, le 24 mai 1847, qui supprime notamment le caractère dominant du protestantisme. Durant les dix années suivantes, Fazy gouverne Genève en s'appuyant sur les ouvriers et les commerçants.

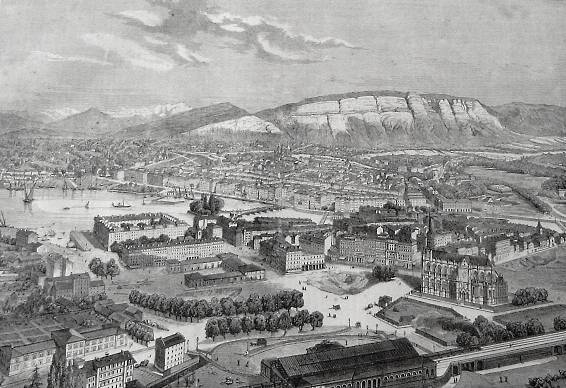
Panorama de Genève en 1858.

La révolution fazyste se traduit également par la destruction des fortifications qui enserrent la cité et freinent sa croissance démographique. Entreprise dès la fin 1849, cette destruction voit la ville se doter de grands boulevards, de quartiers résidentiels (Tranchées, Pâquis, etc.), d'édifices publics (Grand Théâtre, musée d'art et d'histoire, édifices religieux, etc.) et de nombreux bâtiments scolaires. La disparition de l'enceinte s'accompagne de transformations à l'intérieur de l'ancienne agglomération percée de nouvelles rues et boulevards (ceinture fazyste) et agrémentée de quelques promenades. Le chantier, qui sert également à juguler la crise économique en employant de nombreux chômeurs, permet aussi de dégager l'espace nécessaire à l'édification de la première ligne de chemin de fer en 1858 (14 ans après la première ligne suisse). Les projets de tunnel sous le col de la Faucille et d'un port fluvial n'aboutiront pas.
Par ailleurs, la venue toujours plus massive d'ouvriers étrangers achève de transformer la physionomie sociale de l'agglomération. Alors qu'au début du XIXe siècle, on peut encore distinguer un campagnard d'un citadin, les différences s'estompent progressivement et la population présente un visage toujours plus cosmopolite. La croissance démographique accompagne la transformation urbaine et Genève passe de 38 000 habitants en 1850 à 60 000 en 1870 alors que sa population étrangère passe de 24 % en 1850 à 42 % en 1913 (majoritairement des Français). Genève accueillera alors nombre de réfugiés politiques italiens, allemands, français et russes (dont Lénine).

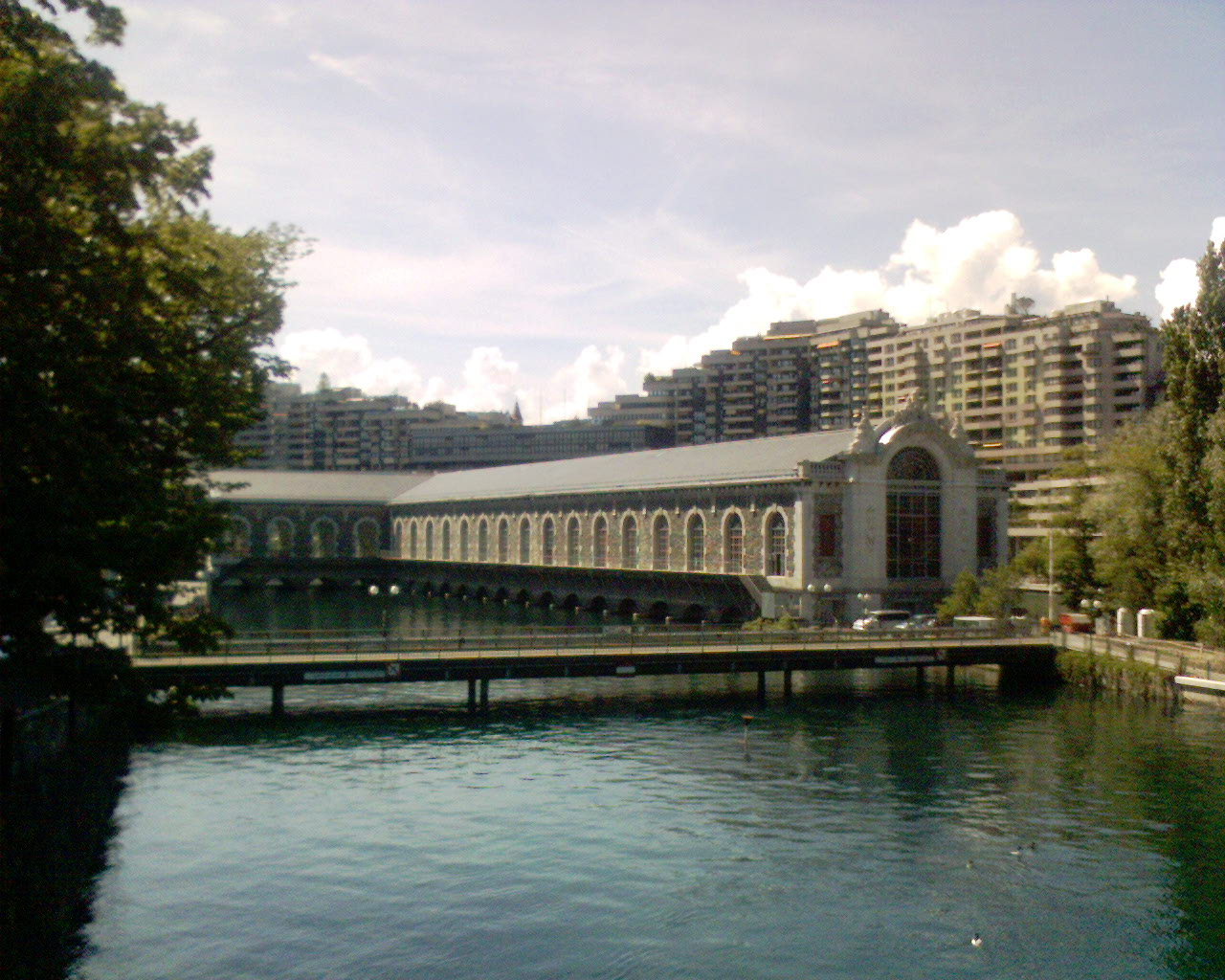
Usine des Forces motrices.

Sur le plan économique, l'industrialisation de la région évolue, avec l'apparition d'ateliers de mécanique, d'appareillages électriques et d'automobiles, alors que l'électrification de la cité se fait sous l'impulsion du conseiller administratif Théodore Turrettini avec la construction des usines des Forces motrices et de Chèvres. L'extension de la zone franche instaurée avec la restauration de 1813 contribue aux échanges régionaux. Genève devient également l'une des places fortes de l'Internationale, qui y tient un congrès en 1866, et deux grèves importantes, en 1868 et 1902, contribuent à l'amélioration des conditions de travail des ouvriers. En 1882, le radical Georges Favon instaure les tribunaux de prud'hommes alors que, dix ans plus tard, l'introduction du scrutin proportionnel permet l'apparition du Parti socialiste et l'élection du premier socialiste comme membre d'un exécutif cantonal suisse : Fritz Thiébaud.
Après le concile Vatican I en 1870, le radical Antoine Carteret fait voter des lois anticléricales pour s'opposer aux ambitions supposées de l’évêque Gaspard Mermillod de restaurer un évêché à Genève. Une politique mise en cause par les conservateurs élus en 1878. Les lois de 1871 imposent aux prêtres de prêter serment d'allégeance, l’évêque Mermillod est expulsé. Dès 1873, une « Église nationale » est implantée dans presque toutes les paroisses, avec des prêtres salariés et nommés par une minorité d’électeurs. Les autorités communales s’opposent à la confiscation de leurs églises par la force, 43 maires et adjoints sont révoqués par le gouvernement. La grande majorité des fidèles des campagnes forme ce qu’il est désormais convenu d'appeler « Église catholique romaine ». L’Union des campagnes se crée en 1874, qui peu à peu organise les catholiques sur le plan politique. La séparation de l'Église et de l'État est votée à Genève en 1907.
Antoine Carteret instaure également l'instruction obligatoire et permet l'entrée des femmes à l'université. D'ailleurs, malgré sa taille modeste, Genève accueille déjà nombre de scientifiques dont Augustin Pyrame de Candolle, François-Jules Pictet de la Rive, Carl Vogt ou Jean-Daniel Colladon.

## XXesiècle

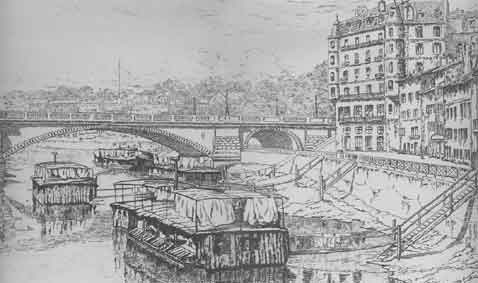
Bateaux-lavoirs de Saint-Gervais en 1903.

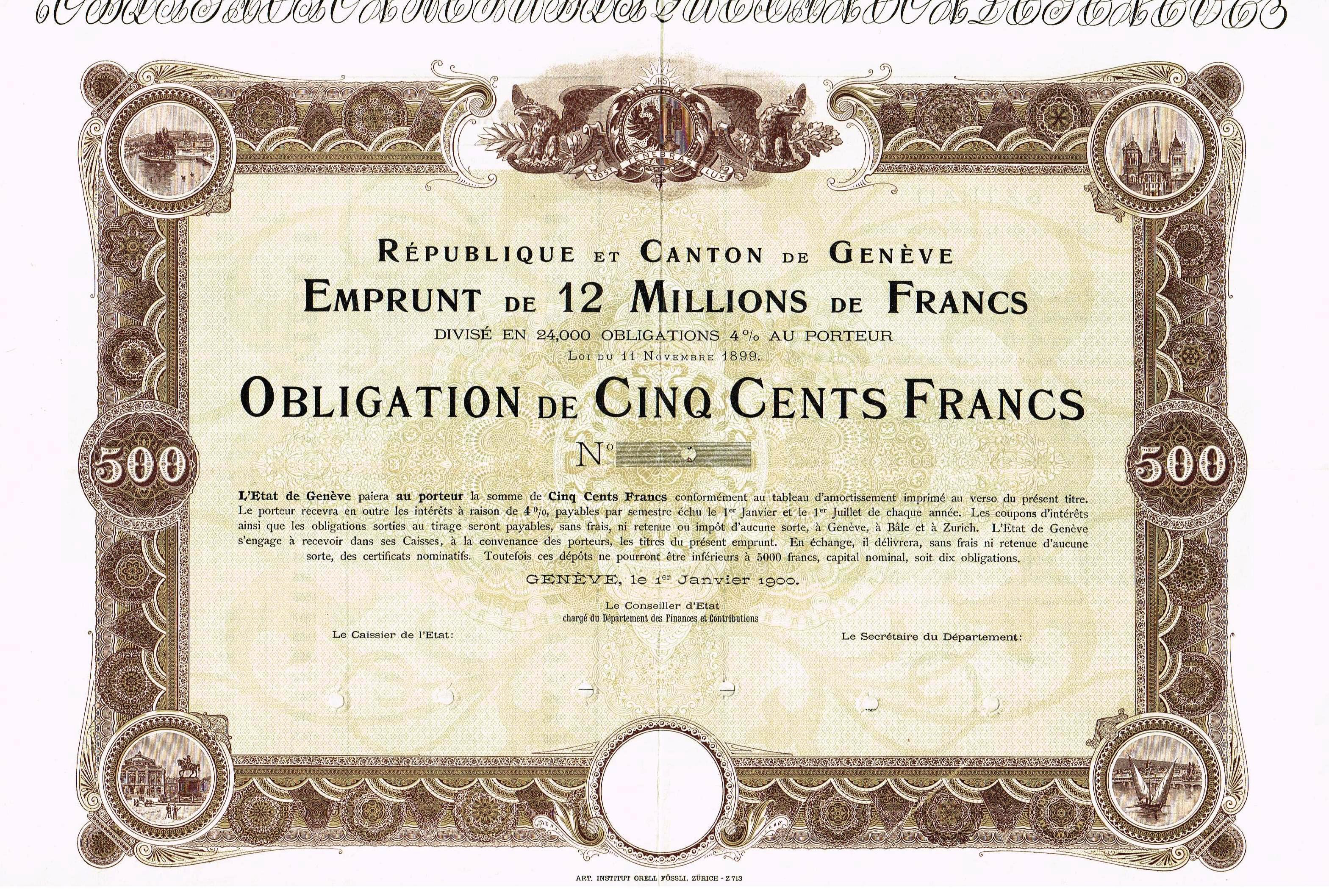
Obligation de la république et canton de Genève en date du 1er janvier 1900.

Au début du XXe siècle, Genève accueille de nombreux réfugiés politiques alors qu'elle est devenue le berceau de la Croix-Rouge, fondée selon les idées du Genevois Henri Dunant et du comité présidé par le général Dufour. Dans le sillage de la Première Guerre mondiale, la lutte des classes s'accentue et conduit à la grève générale du 11 novembre 1918, dirigée depuis la Suisse alémanique. Mais la francophilie ambiante réduit grandement son impact à Genève. Toutefois, elle marque durant la décennie suivante les relations entre la classe ouvrière, soutenue par un Parti socialiste prônant la dictature du prolétariat, et la bourgeoisie, dont certaines franges rejoignent en 1923 l'Union de défense économique, puis en 1932 la nouvelle Union nationale de Georges Oltramare, même si la reprise économique atténue les tensions. Toutefois, deux ans après le krach de 1929 réapparaît la crise économique, accentuée par la suppression par la France de la zone franche entourant le canton. 
La mission internationale de la ville s'affirme particulièrement après la Première Guerre mondiale : elle devient — notamment par l'action de Gustave Ador et William Rappard — le siège de la Société des Nations en 1919. Cette période est également marquée par l'épidémie de grippe espagnole qui fait 1 155 morts dans le canton de Genève, entre le 1er juillet 1918 et le 30 juin 1919, pour environ 24 392 personnes qui ont été officiellement déclarées atteintes par la maladie, mais ce chiffre peut grimper à 70 000 personnes, avec les cas qui n'ont pas été déclarés, sur une population de 176 000 habitants. Le 18 mai 1930, les électeurs approuvent en votation la constitution de la commune sous sa forme actuelle avec la fusion des communes de Genève, des Eaux-Vives, de Plainpalais et du Petit-Saconnex. À l'origine de cette fusion, il y a notamment le fait que sa population se déplace dans les communes suburbaines.
Dans ce contexte, l'arrivée importante d'ouvriers venus d'autres cantons renforce rapidement la députation socialiste menée par Léon Nicole et, en réaction, des partis nationalistes comme l'Union nationale. Cette dernière met publiquement en accusation les dirigeants socialistes le 9 novembre 1932, ce qui entraîne une manifestation de la gauche anti-fasciste. À cette occasion, de jeunes recrues de l'armée tirent sans sommation sur la foule, faisant treize morts et 63 blessés. Cette tragédie engendre, quelques jours plus tard, une nouvelle grève générale en signe de protestation. À l'occasion des élections de novembre 1933, le parti socialiste obtient à lui seul la majorité au Conseil d'État, notamment grâce aux scandales bancaires touchant la droite. Néanmoins, la situation financière du canton et les attaques de Nicole contre les banquiers réduisent drastiquement la marge de manœuvre de la gauche alors que la droite s'unit et fonde l'Entente nationale qui reprend la majorité du Conseil d'État en novembre 1936. Approuvant le Pacte germano-soviétique de 1939, Nicole provoque la scission du parti socialiste, avant que sa formation ne soit interdite en 1941. 

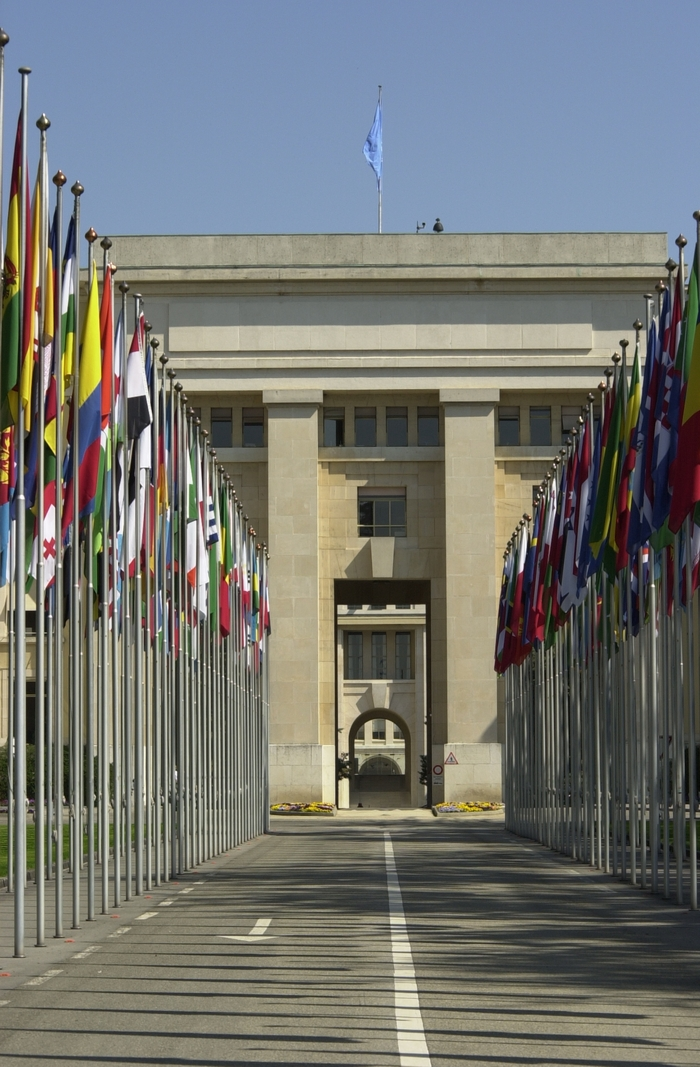
Palais des Nations.

Après la Seconde Guerre mondiale, le siège européen de l'ONU et de dizaines d'organisations internationales s'installe à Genève, ce qui sera profitable au développement du tourisme de loisirs et d'affaires. Avec l'arrivée des années 1960, Genève est l'une des premières régions suisses où les mouvements xénophobes connaissent un certain succès, avec l'apparition de Vigilance, mais aussi le troisième canton à accorder le droit de vote cantonal et communal aux femmes. Dans ce contexte, la participation aux élections cantonales qui atteint encore 76 % en 1945 tombe à 35 % en 1993. De 1931 à 1995, la ville est administrée par une majorité bourgeoise. Dès 1995, la gauche et les Verts obtiennent la double majorité du Conseil municipal et du Conseil administratif de la ville puis, deux ans plus tard, la majorité absolue au Grand Conseil. Le 1er juin 2003, une grande manifestation rassemble de 20 000 à 30 000 personnes contre le sommet du G8 qui se tient à Évian, les autorités françaises ayant interdit toute manifestation dans le périmètre du sommet. Des incidents se déroulent en marge de la manifestation, notamment avec une descente de groupes de Black Blocs dans la rue commerçante de la ville.
Après la Seconde Guerre mondiale, le développement urbain de l'agglomération dépasse progressivement les frontières de la ville. En effet, si la commune de Genève abrite 71,2 % de la population du canton en 1941, cette proportion tombe à 43 % en 2000. Avec la prospérité économique, la ville accueille des dizaines de milliers d'étrangers en provenance d'Europe occidentale (Portugal, Espagne, Italie, etc.) puis du reste du monde (Asie du Sud-Est, Balkans, etc.) mais également les habitants de la France voisine — appelés frontaliers — dont le nombre croît avec la conclusion des accords entre la Suisse et l'Union européenne. Sur le plan économique, la ville est touchée par le phénomène de la désindustrialisation — une usine sur cinq ferme entre 1966 et 1972 — et un bon nombre des activités du secteur se déplacent dans les nouvelles zones industrielles périphériques. Dans le même temps, la domination du secteur tertiaire s'accroît (commerce, administration, hôtellerie, etc.) avec la multiplication du nombre de comptoirs bancaires.
Parmi les réalisations urbanistiques du XXe siècle figurent le quartier résidentiel de Champel, le quartier industriel de la Praille-Acacias, aménagé dès 1958, et la tour de la Télévision suisse romande. Dans la couronne urbaine, les communes de Vernier, Meyrin, Lancy et Onex sont métamorphosées par la construction de nouvelles cités satellites. Après mai 1968, des associations de défense des quartiers populaires apparaissent sur la scène politique et empêchent partiellement de lourdes transformations, notamment aux Grottes. Cet essor est facilité par le développement des infrastructures de transports — aéroport international de Genève et tunnel du Mont-Blanc — et la création des Transports publics genevois. À la fin du siècle, la question de la réduction du trafic routier au centre-ville et le développement des transports publics donnent aussi lieu à divers conflits politiques (traversée de la rade refusée en 1996, parking de la place Neuve, etc.).